# Bafq (Verwaltungsbezirk)
Bafq (persisch شهرستان بافق) ist ein Schahrestan in der Provinz Yazd im Iran. Er enthält die Stadt Bafq, welche die Hauptstadt des Verwaltungsbezirks ist. 

## Distrikte
Der Bezirk gliedert sich in folgenden Distrikt:
- Zentral (بخش مرکزی)

## Demografie
Bei der Volkszählung 2016 betrug die Einwohnerzahl des Schahrestan 50.845. Die Alphabetisierung lag bei 93 Prozent der Bevölkerung. Knapp 89 Prozent der Bevölkerung lebten in urbanen Regionen.
| Zensusjahr | Einwohnerzahl |
| ---------- | ------------- |
| 2011       | 41.876        |
| 2016       | 50.845        |